# Kim Raisner
Kim Raisner (* 30. Dezember 1972 in West-Berlin) ist eine ehemalige Moderne Fünfkämpferin und heutige Bundestrainerin im Modernen Fünfkampf.

## Leben und Beruf
Raisner wurde 1972 im West-Berliner Bezirk Charlottenburg geboren. Sie ist gelernte Krankengymnastin und studierte Sportwissenschaften an der Universität Potsdam. Sie wuchs in Berlin-Spandau auf, besuchte dort die Grundschule, ab 1985 bis 1992 die Lily-Braun-Oberschule und legte dort das Abitur ab. Die anschließende Ausbildung an der Krankengymnastikschule im Reha-Zentrum Berlin beendete sie 1994 und schloss nach einem einjährigen Anerkennungsjahr im Saarland die Ausbildung zur Physiotherapeutin ab. Danach folgte bis zum Diplomabschluss 2003 neben der Sportkarriere ein Studium der Sportwissenschaften.

## Karriere als Aktive
Schon als Kind nahm sie an Schwimmwettbewerben teil und begann 1983 mit dem Modernen Fünfkampf im Alter von zehn Jahren bei den Wasserfreunden Spandau 04, trat später aber auch zeitweise für den LTC Berlin an. Bereits mit sechzehn Jahren startete sie bei der Weltmeisterschaft der Frauen im Jahr 1989 in Warschau. 1993 konnte sie ihren ersten von sieben aufeinanderfolgenden Siegen bei deutschen Meisterschaften feiern, danach siegte sie noch 2002, 2003 und 2005. Ebenfalls 1993 schaffte sie ihren ersten internationalen Erfolg mit einem Sieg beim Weltcup Berlin – weitere folgten 2000 und 2003 – und krönte die Saison mit dem überraschenden Europameistertitel im Einzel und in der Mannschaft im ungarischen Győr. Bei den Weltmeisterschaften 1996 in Siena sicherte sie sich mit der Mannschaft die Vizeweltmeisterschaft und Bronze in der Staffel; im Einzel wurde sie Fünfte. 1998 brachte sie sowohl von der EM in Warschau als auch von der Weltmeisterschaft in Mexiko je eine Silbermedaille vom Staffelwettbewerb nach Hause, nachdem sie dort im Einzel erneut Fünfte geworden war. 1999 bei der WM Budapest gelang ihr mit dem dritten Platz die erste Einzelmedaille bei einer WM. Als Raisner sich als damalige Weltranglistenvierte nicht für die Olympischen Spiele 2000 in Sydney, bei denen der Damenwettbewerb zum ersten Mal auf dem Programm stand, qualifizieren konnte, nahm sie eine Auszeit vom Leistungssport. Ab 2002 ging es wieder aufwärts und nach einem Sieg beim Weltcupwettbewerb in Most wurde sie für die Olympischen Spiele von Athen 2004 nominiert, dort erreichte sie den fünften Platz. Dazwischen standen zahlreiche Spitzenplätze in Weltcupwettbewerben. Bei ihrer letzten Weltmeisterschaft in Warschau 2005 gelang ihr gemeinsam mit Elena Reiche und Lena Schöneborn der erste Weltmeistertitel, als die drei gemeinsam im Staffelwettbewerb siegten. Im selben Jahr wurde sie Vizeeuropameisterin im Einzel. Raisner äußerte, dass sich in Warschau – wo sie zum ersten Mal an einer Weltmeisterschaft teilgenommen hatte – für sie der Kreis geschlossen habe und beendete nach dem Titelgewinn ihre Aktivenkarriere.

## Karriere als Trainerin
Kim Raisner erwarb während ihrer aktiven Zeit die C-Trainerlizenz; 2005 dann die B-Lizenz und arbeitete ab dieser Zeit bis Ende 2007 als Landestrainerin für Modernen Fünfkampf in Potsdam. Nach Beendigung ihrer aktiven Karriere übernahm sie als Nachfolgerin von Iri Zlatanov 2006 das Amt der Bundestrainerin der Frauen und ist Trainerin der Olympiasiegerin von 2008, Lena Schöneborn. Raisner wurde 2009 vom Deutschen Olympischen Sportbund als Trainerin des Jahres ausgezeichnet. Zwei Mal Gold, vier Mal Silber und drei Bronzemedaillen bei Weltmeisterschaften im Frauenbereich 2008 und 2009 stehen in der Erfolgsbilanz von Raisner zu Buche.
Während der Olympischen Spiele 2020 in Tokio wurde sie nach einem Vorfall beim Reitwettbewerb vom Weltverband UIPM von der weiteren Teilnahme ausgeschlossen. Begründung: Als das Pferd Saint Boy der Athletin Annika Schleu mehrfach verweigerte und scheute und trotz Aufforderung mit der Gerte nicht in den Parcours zu bewegen war, schlug die Trainerin das Pferd mit der Faust an der Bande, was einen unzulässigen Eingriff darstellt. In die Kritik geriet Raisner auch, weil sie Schleu zuvor schon wiederholt aufgefordert hatte, das Pferd mit der Gerte zu schlagen. Die Äußerung: „Hau mal richtig drauf! Hau drauf!“ wurde von Vielen als Tierquälerei gewertet. Raisner selbst vertrat die Auffassung, dies sei „ganz normal und Tierquälerei etwas anderes“. Der Weltverband UIPM erteilte Raisner einen Verweis und setzte ein Trainingsseminar für weitere Wettkämpfe voraus.